# Солури (Катанцаро)
Солури је насеље у Италији у округу Катанцаро, региону Калабрија.
Према процени из 2011. у насељу је живело 185 становника. Насеље се налази на надморској висини од 516 м.